# Тирський шекель
Тірський шекель — срібна монета, що чеканилася в місті Тир з 126 року до н. е. по 19 рік н. е. Використовувалася для сплати храмого податку у Єрусалимі. Ототожнюється з 30 срібняками, які сплатили Юді Іскаріоту за зраду Ісуса Христа.
На лицьовій стороні монети зображався бог фінікійців Мелькарт, якого греки ототожнювали з Гераклом. На зворотному боці — орел і грецький напис ΤΥΡΟΥ ΙΕΡΑΣ ΚΑΙ ΑΣΥΛΟΥ («Святого і недоторканного міста Тира»). Монета важила 14 г, а вміст срібла становив не менше 94 %.